# Bandera de la región del Maule
La Bandera de la Región del Maule es, junto con su escudo, los símbolos de esta región, aunque sólo este último es oficial.
La bandera regional consiste en un paño blanco con el escudo regional en el centro. Sólo es utilizada por el intendente regional y el consejo regional. No ha tenido raigambre en la población.

## Banderas comunales
Algunas municipalidades de la Región del Maule poseen banderas propias.

Linares
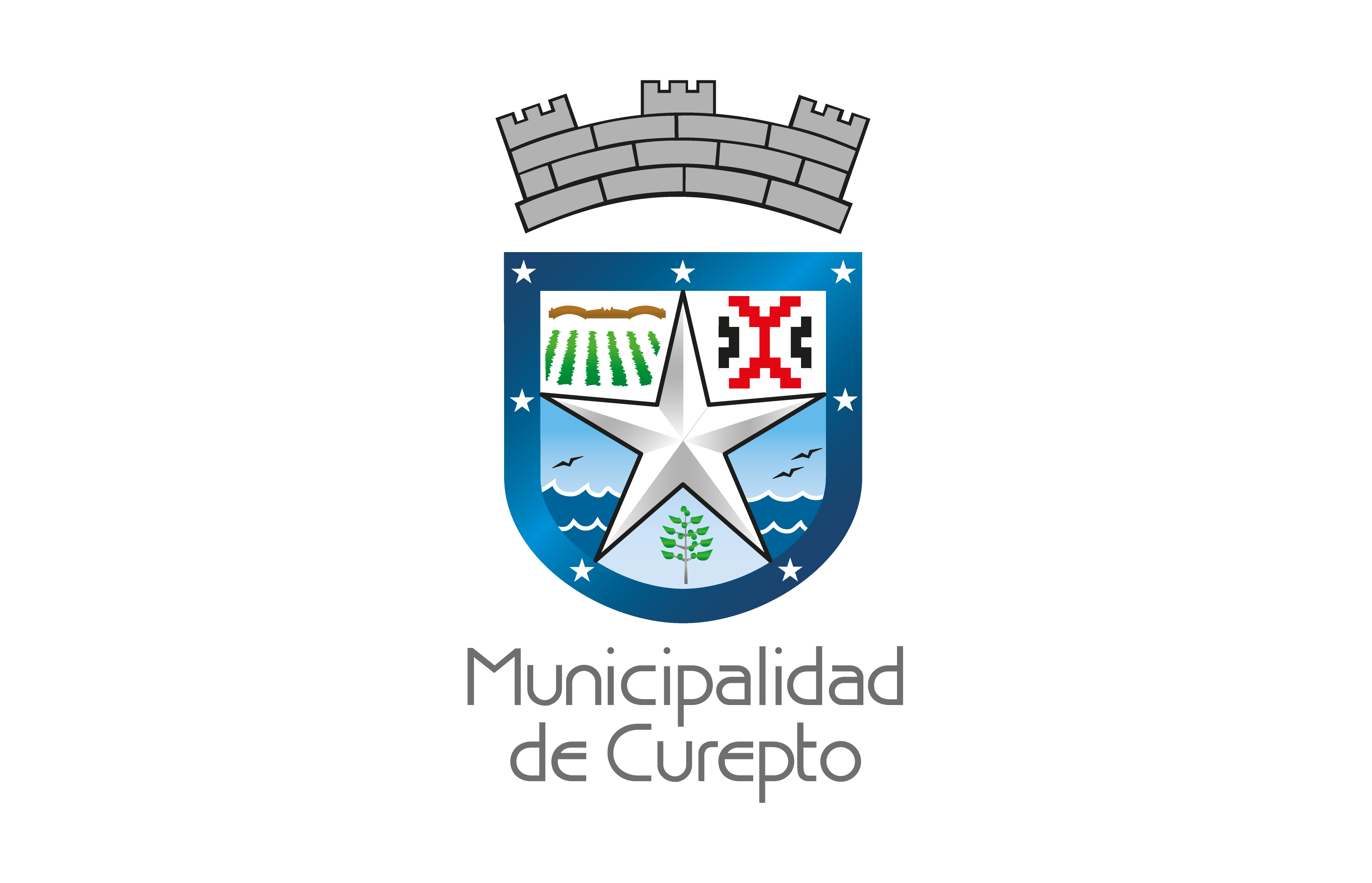
Curepto
Curicó
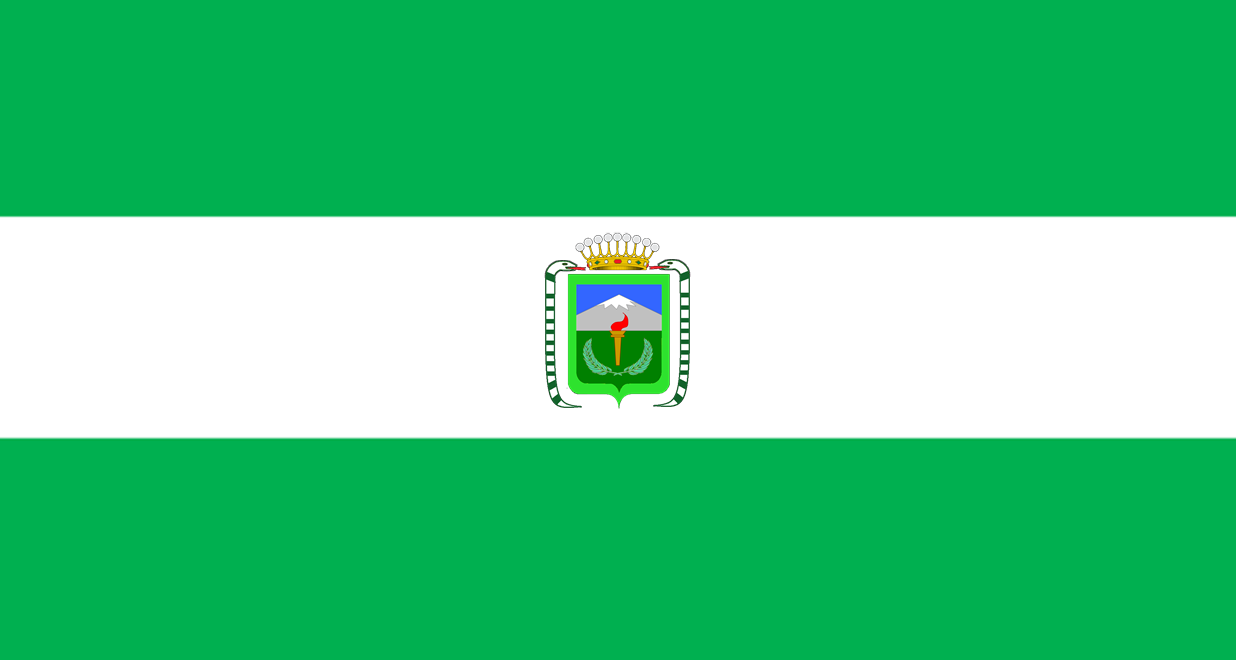
Longaví
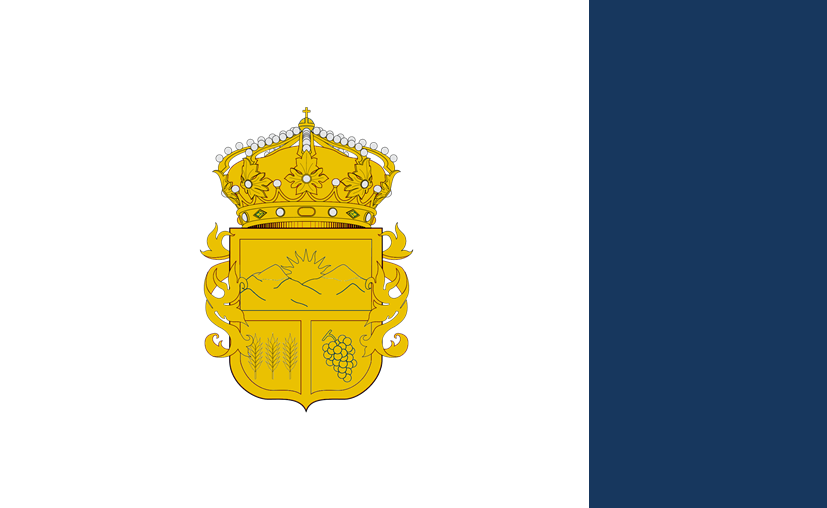
Parral
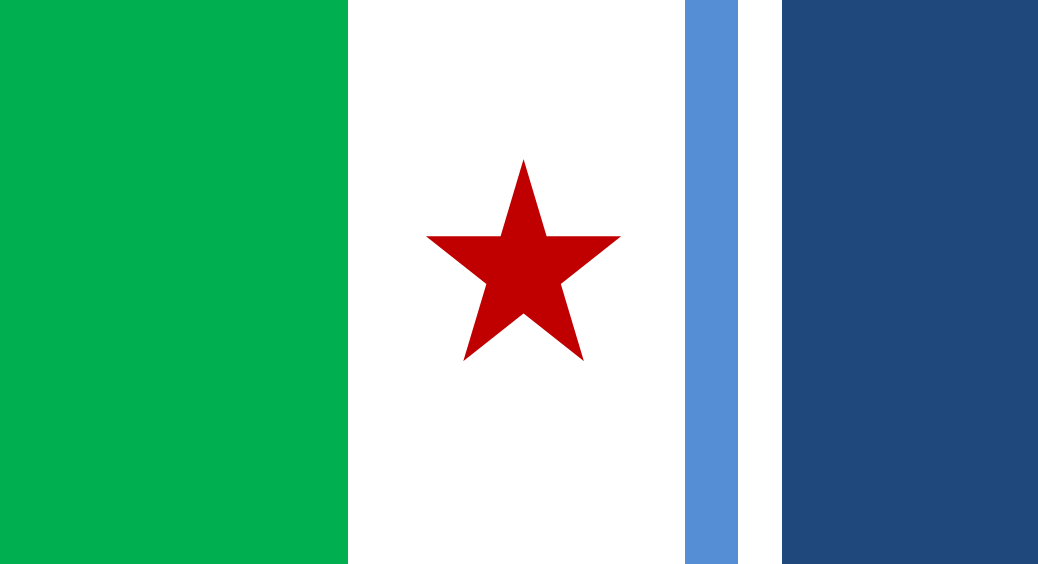
Sagrada Familia
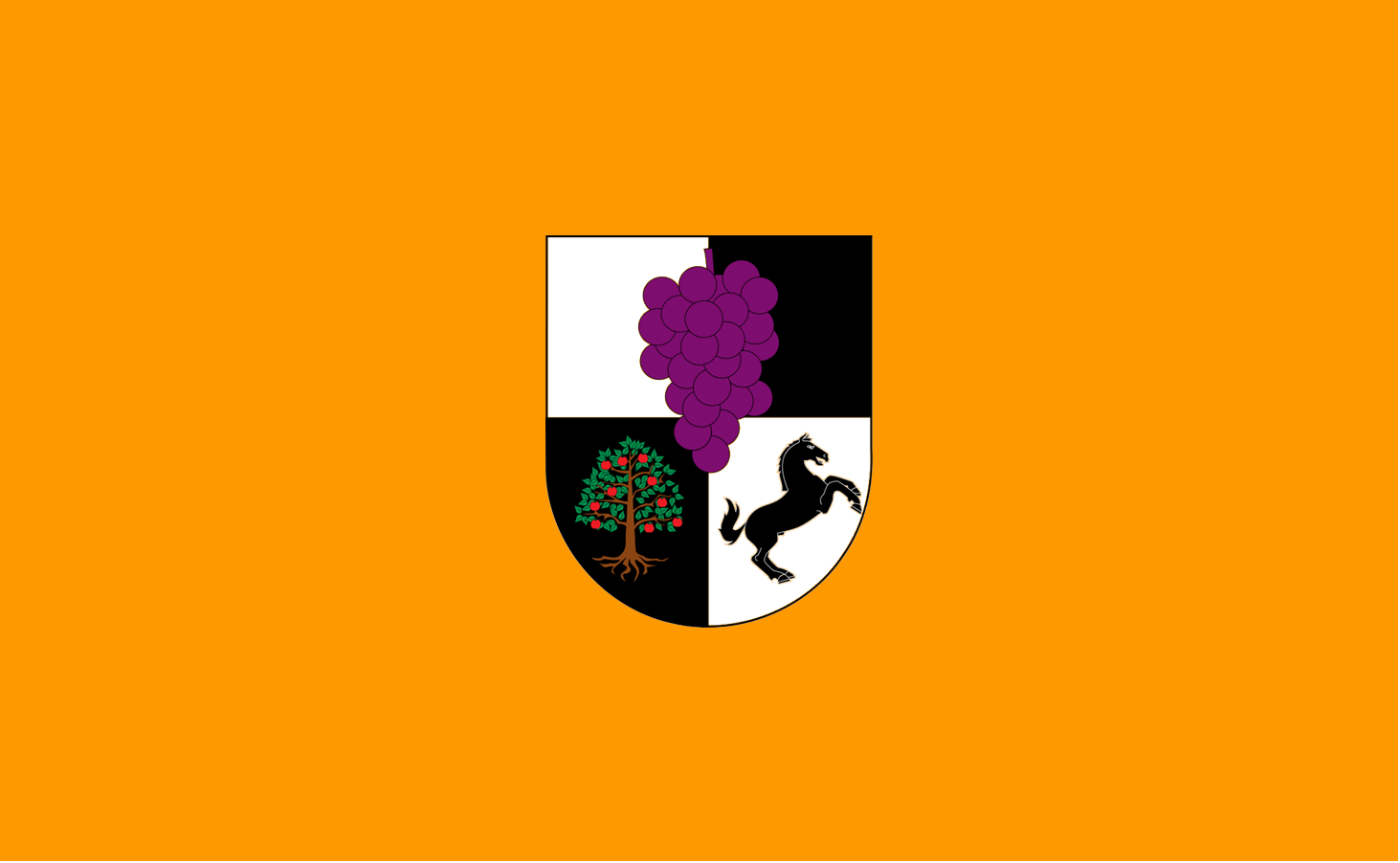
Villa Alegre
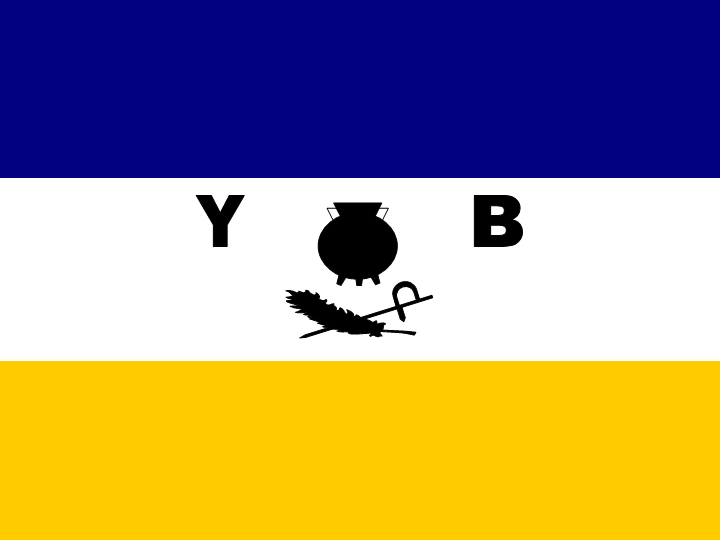
Yerbas Buenas